# Siegbert Alber
Siegbert Alber (ur. 27 lipca 1936 w Hechingen, zm. 4 czerwca 2021) – niemiecki polityk oraz prawnik, deputowany do Bundestagu, poseł do Parlamentu Europejskiego (1977–1997), rzecznik generalny Trybunału Sprawiedliwości (1997–2003).

## Życiorys
Studiował prawo w Tybindze, Berlinie, Paryżu, Hamburgu i Wiedniu. W 1960 i 1964 zdał państwowe egzaminy prawnicze I i II stopnia. Początkowo pracował jako asesor w prokuraturze, następnie w administracji landtagu Badenii-Wirtembergii.
Wstąpił do Unii Chrześcijańsko-Demokratycznej i jej młodzieżówki Junge Union, pełniąc w jej ramach kierownicze funkcje w ramach struktur lokalnych, powiatowych i regionalnych. Stał również na czele CDU w Stuttgarcie. W latach 1969–1980 sprawował mandat posła do Bundestagu. W latach 1977–1979 z ramienia krajowego parlamentu był członkiem Parlamentu Europejskiego. Po wprowadzeniu wyborów powszechnych wybierany do PE w 1979, 1984, 1989 i 1994, zasiadał w nim jako deputowany I, II, III i IV kadencji do 1997. Pełnił m.in. funkcję przewodniczącego Komisji ds. Kwestii Prawnych i Praw Obywatelskich, a od 1984 do 1992 był wiceprzewodniczącym Europarlamentu. W 1994 zgłosił swoją kandydaturę na stanowisko europejskiego rzecznika praw obywatelskich, w ostatniej rundzie głosowania przegrał z Jacobem Södermanem.
W 1997 złożył mandat europosła w związku z powołaniem na rzecznika generalnego Trybunału Sprawiedliwości. Sześcioletnią kadencję zakończył w 2003. W otrzymał tytuł honorowego profesora instytutu europejskiego przy Uniwersytecie Kraju Saary. Zajął się również działalnością doradczą i lobbingową w ramach prywatnego przedsiębiorstwa Alber&Geiger.
Wyróżniony Medalem im. Roberta Schumana. Odznaczony m.in. Legią Honorową (w klasie oficera) oraz Krzyżem Wielkim Orderu Zasługi Republiki Federalnej Niemiec.